# Cantonul Orléans-Saint-Marceau
Cantonul Orléans-Saint-Marceau este un canton din arondismentul Orléans, departamentul Loiret, regiunea Centru, Franța.